# Рей Донован
„Рей Донован“ (на английски: Ray Donovan) е американски сериал, който дебютира на 30 юни 2013 г. по Showtime.
На 20 декември 2018 г. сериалът е подновен за седми сезон, който започва на 17 ноември 2019 г. и приключва на 19 януари 2020 г. Той се оказва последен, защото на 4 февруари 2020 г. сериалът неочаквано бива спрян. На 24 февруари 2021 г. е обявено, че ще има пълнометражен филм, който ще завърши сюжетната линия. Той е озаглавен „Рей Донован: Филмът“ и премиерата му е на 14 януари 2022 г. по Showtime.

## Актьорски състав
- Лийв Шрайбър – Реймънд „Рей“ Донован
- Пола Малкъмсън – Аби Донован (сезони 1 – 5)
- Еди Марсън – Терънс „Тери“ Донован
- Даш Майхок – Брендън „Бънчи“ Донован
- Пууч Хол – Дарил Донован
- Стивън Бауър – Ави Рудин (сезони 1 – 5)
- Катрин Мениг – Лина Бърнам
- Керис Дорси – Бриджит Донован
- Девън Багби – Конър Донован
- Джон Войт – Мики Донован
- Сюзън Сарандън – Саманта Уинслоу (сезони 5 – 6)
- Греъм Роджърс – Джейкъб „Смити“ Смит (сезони 5 – 7)

## В България
В България сериалът започва на 2 януари 2023 г. по Диема, всеки делник от 21:00 и завършва на 25 април. Ролите се озвучават от артистите Ани Василева, Даниела Йорданова, Христо Узунов, Николай Николов, Силви Стоицов и Здравко Методиев.
На 28 април 2023 г. започва по Нова телевизия от вторник до събота от 01:20.